# Prags spårvagnar

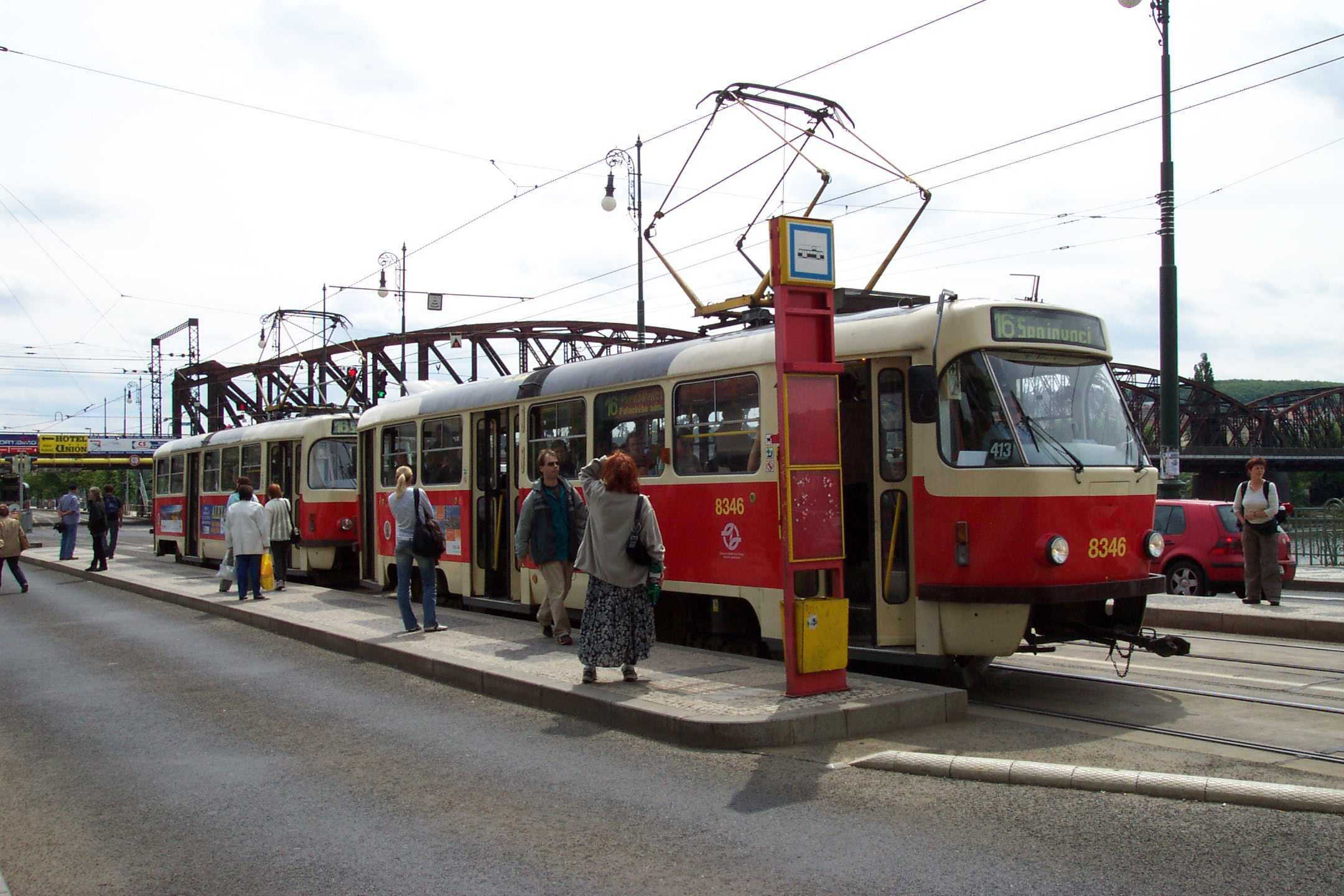
Tatra T3P-spårvagn på stationen "Výtoň"

Prags spårvagnskarta.

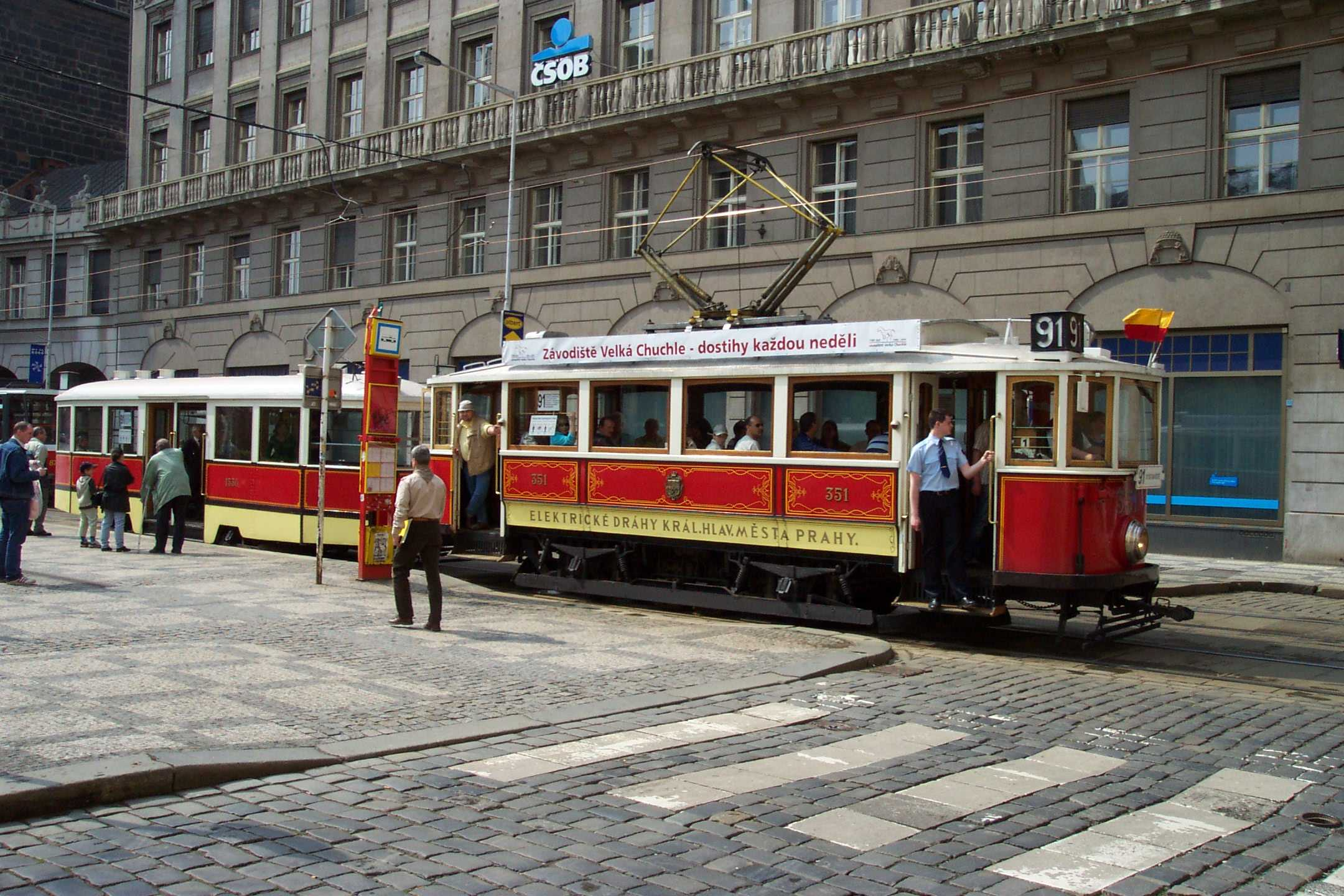
Nostalgiska linje 91.

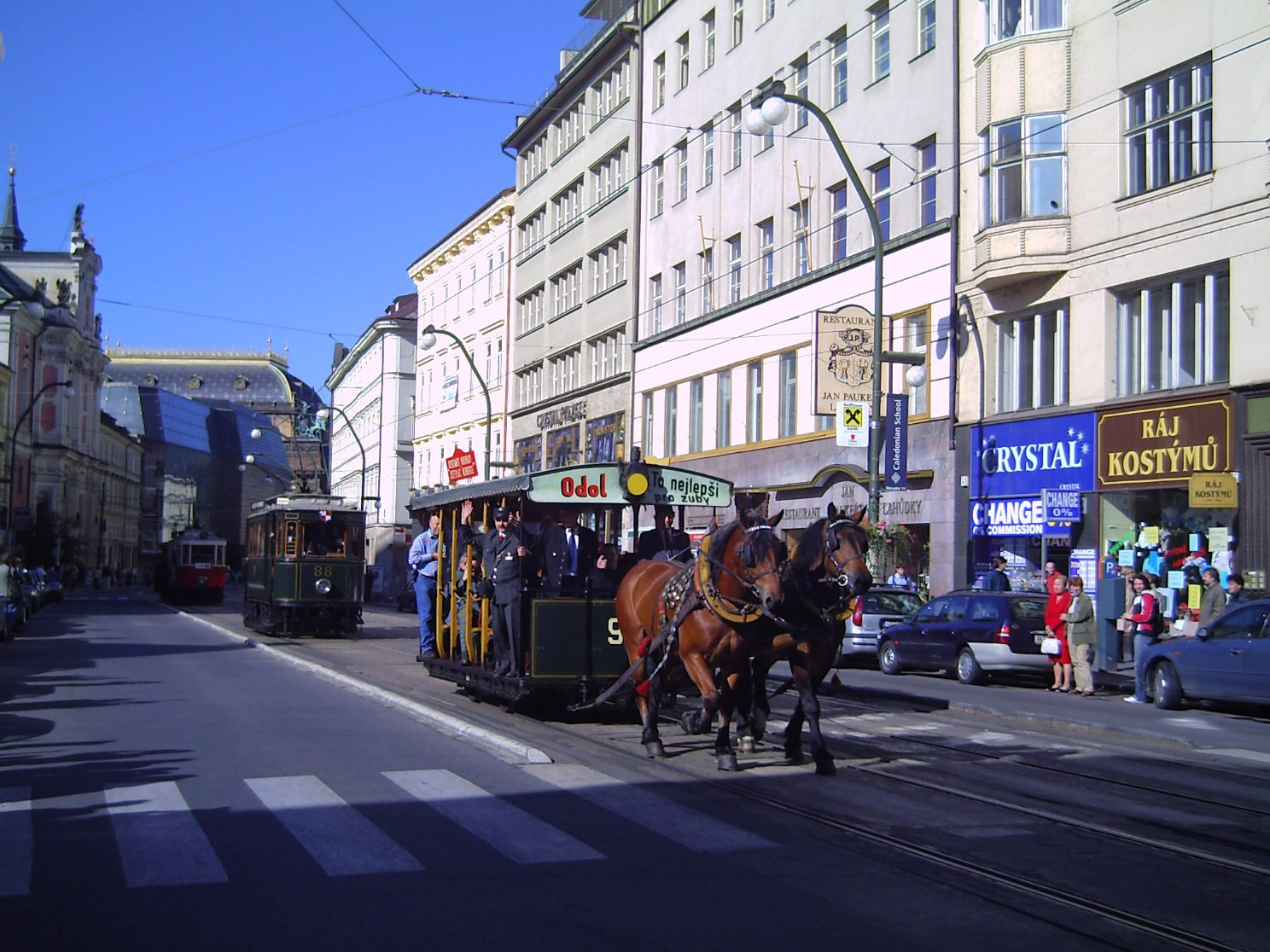
Hästspårvagn.

Prags spårvagnar trafikerar Tjeckiens största spårvägsnät som är 140 km långt, har 900 vagnar samt 25 linjer. Trafiken drivs av Dopravní podnik hlavního města Prahy a.s, som är ett företag som ägs av Prag. Systemet har ca 356 miljoner passagerare per år. Första hästspårvagnslinjen kom 1875, 1891 kom första elektriska vagnen.  Spårvagnarna utgör tillsammans med tunnelbanan en viktig del av Prags kollektivtrafik.
Vagnarna är tillverkade av ČKD Tatra och Škodaverken.